# Adaptec

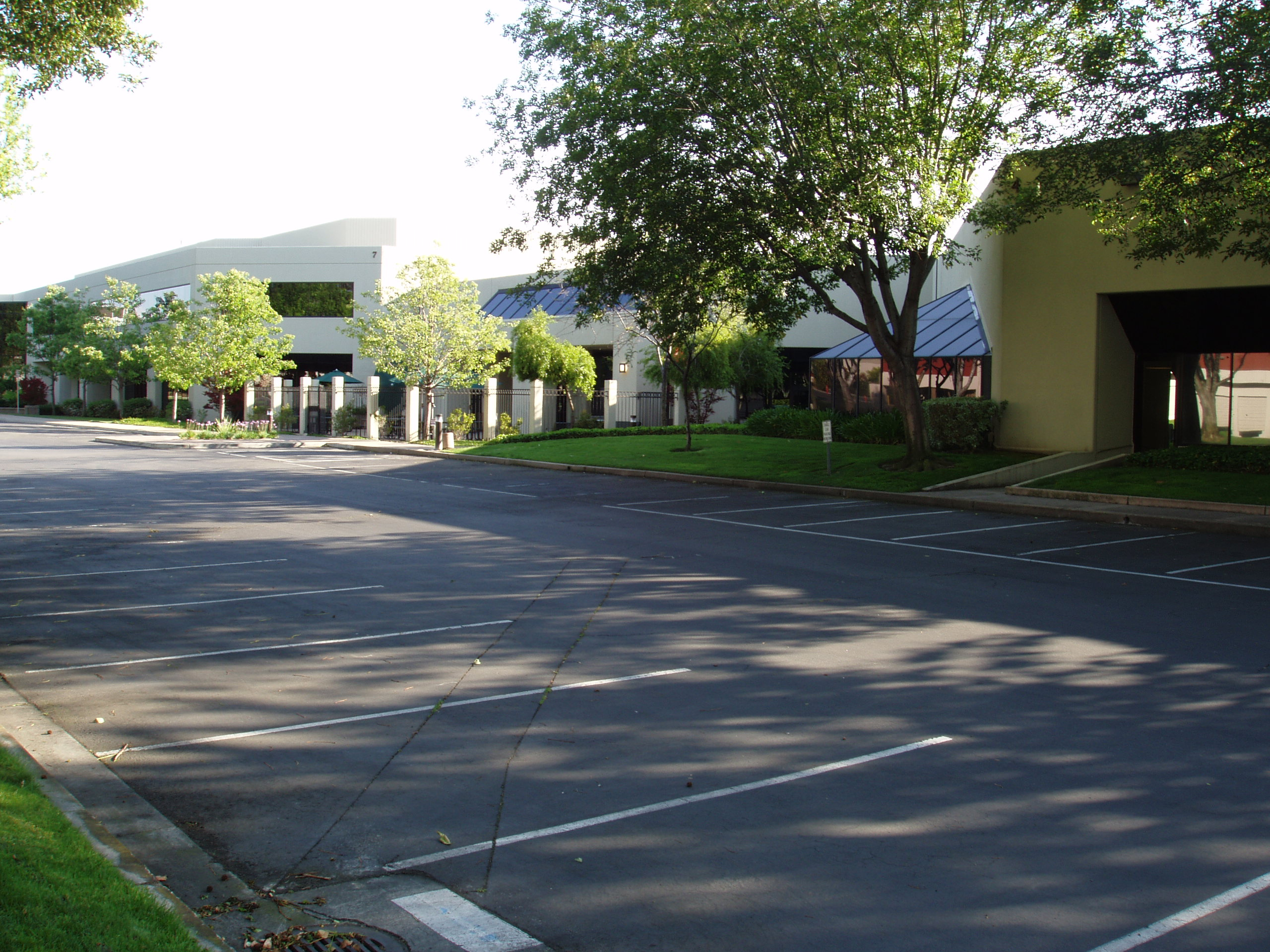
Hauptquartier von Adaptec

Adaptec ist ein ehemaliger US-amerikanischer Hardwarehersteller, der 1981 in Milpitas, Kalifornien, gegründet wurde und heute, nach einigen Umfirmierungen, unter dem Namen Steel Partners als Kapitalanlagefirma arbeitet. Die Marke Adaptec wird von ihrem jetzigen Eigentümer Microchip Technology weiterhin für Adapterkarten und weiteres IT-Zubehör benutzt. Das ursprüngliche Unternehmen Adaptec entwickelte und fertigte Chips, interne Host-Bus-Adapter, RAID-Controller, externe Storage Area Networks (SAN), ethernet-basierte iSCSI-SAN (IP SAN), Network Attached Storage (NAS) und die dazugehörige Software.

## Geschichte
Adaptec wurde 1981 in Milpitas, Kalifornien, von Larry Boucher und anderen ehemaligen Ingenieuren von Shugart Associates gegründet. Die Gruppe war bei Shugart mit der Entwicklung des „Shugart Associates System Interface“ (SASI) betraut, der später in „Small Computer System Interface“ (SCSI) umbenannt wurde.
Bekannt wurde das Unternehmen durch seine SCSI-Adapter. In den 1990er-Jahren übernahm Adaptec die Konkurrenten Trantor und Future Domain. Auch der renommierte Netzwerkausrüster Cogent wurde in der Folgezeit aufgekauft. Im Mai 2010 wurde der Geschäftsbereich mit RAID-Karten an PMC-Sierra verkauft. Diese Firma ist zwischenzeitlich auf Microsemi umfirmiert und wurde Mitte 2018 von Microchip Technology (Chandler/Arizona/USA) übernommen, stellt aber auf ihrer Website noch die Treiber und Software für die früheren Adaptec-Produkte bereit.

## Produkte
Das Unternehmen stellte hauptsächlich Schnittstellen-Adapter für Speichervorrichtungen in Computern her. Die Produktpalette umfasste Adapter für USB, FireWire, SCSI, iSCSI, FibreChannel, Serial ATA, Serial Attached SCSI (SAS), Audio/Video sowie zusätzliche Kleinteile wie USB-Hubs wurden auch selbst produziert.
Der Easy CD Creator von Adaptec ist eine (mittlerweile überholte) CD/DVD-Brennsoftware, die mit vielen frühen CD-Brennern ausgeliefert wurde. Später wurde diese Software von Roxio geliefert.

Produkte
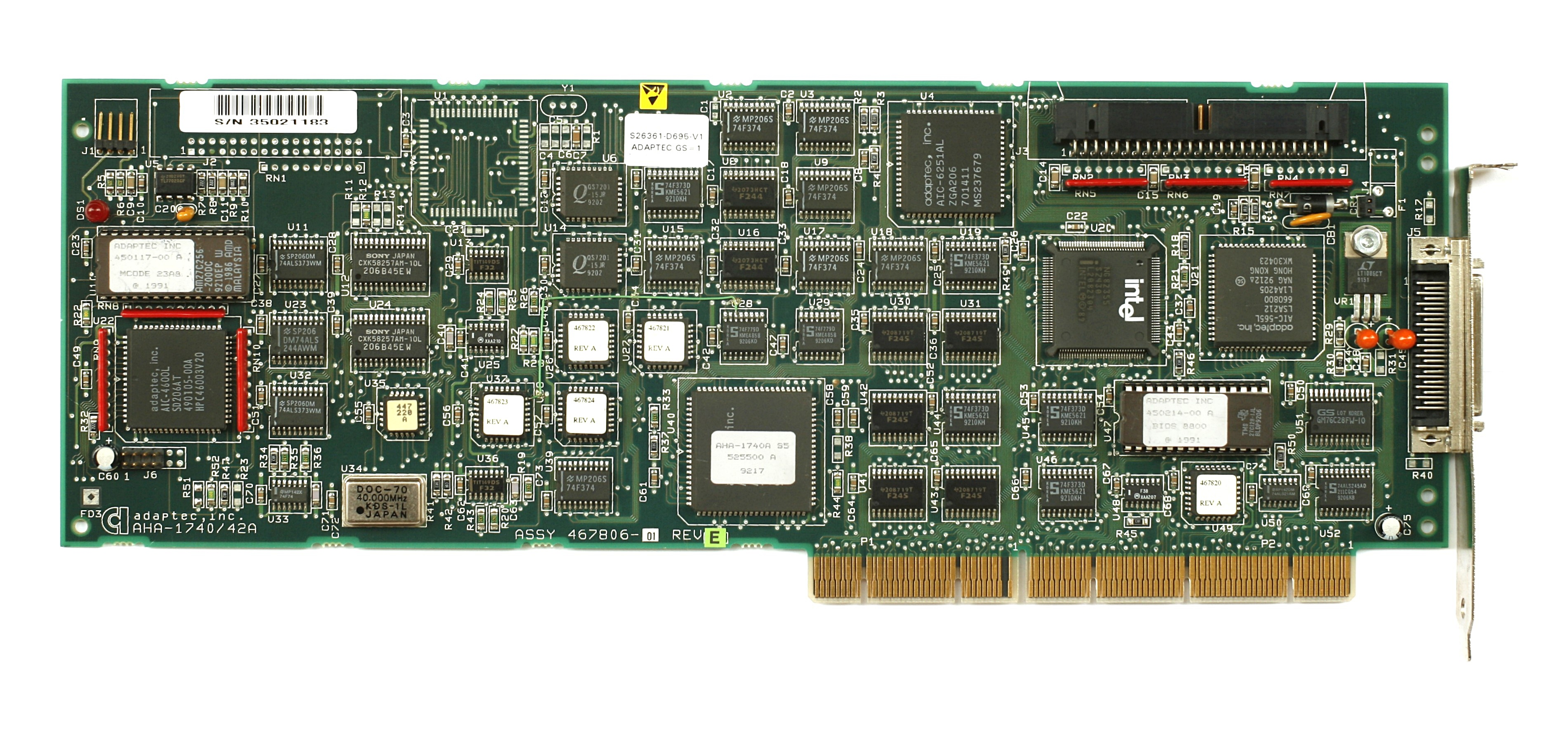
SCSI-Host-Adapter AHA-1740 (EISA)
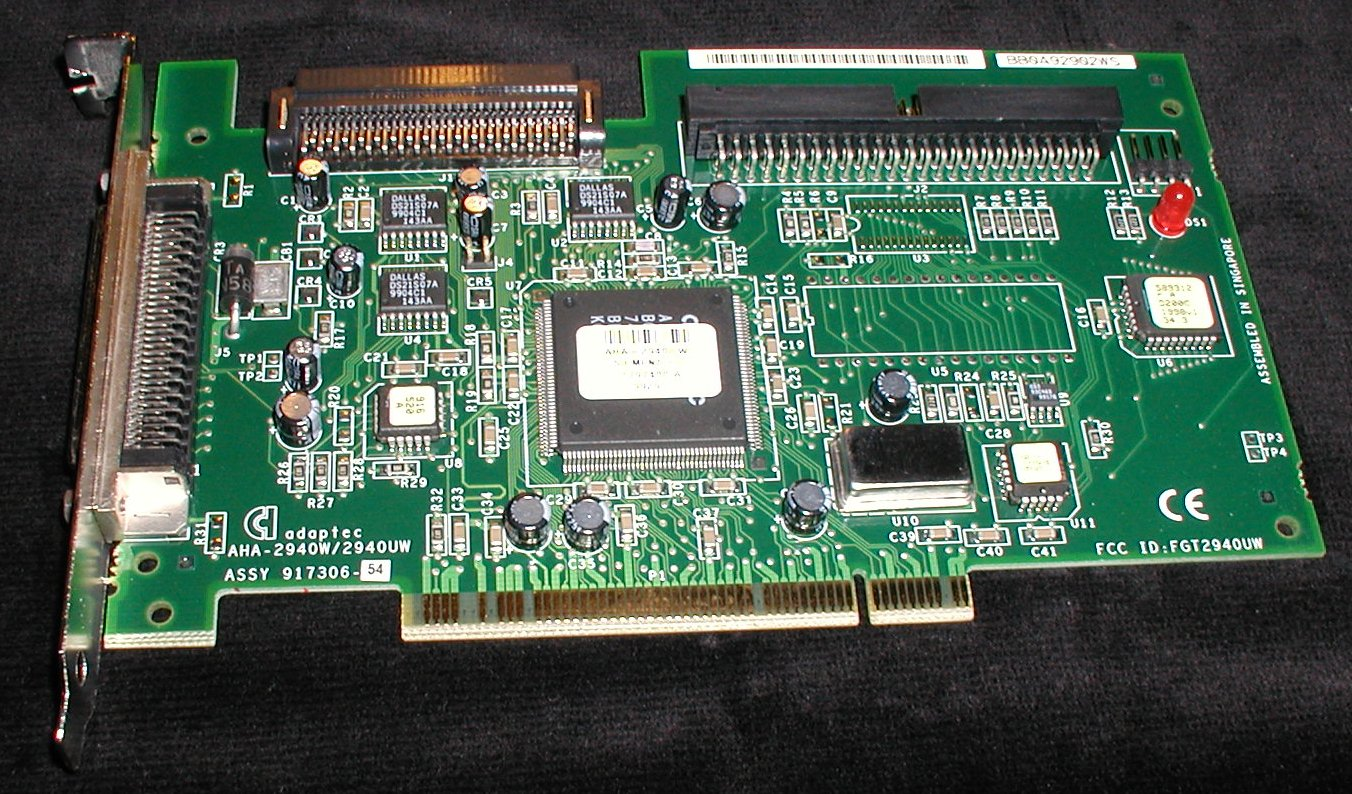
SCSI-Host-Adapter AHA-2940UW (PCI)
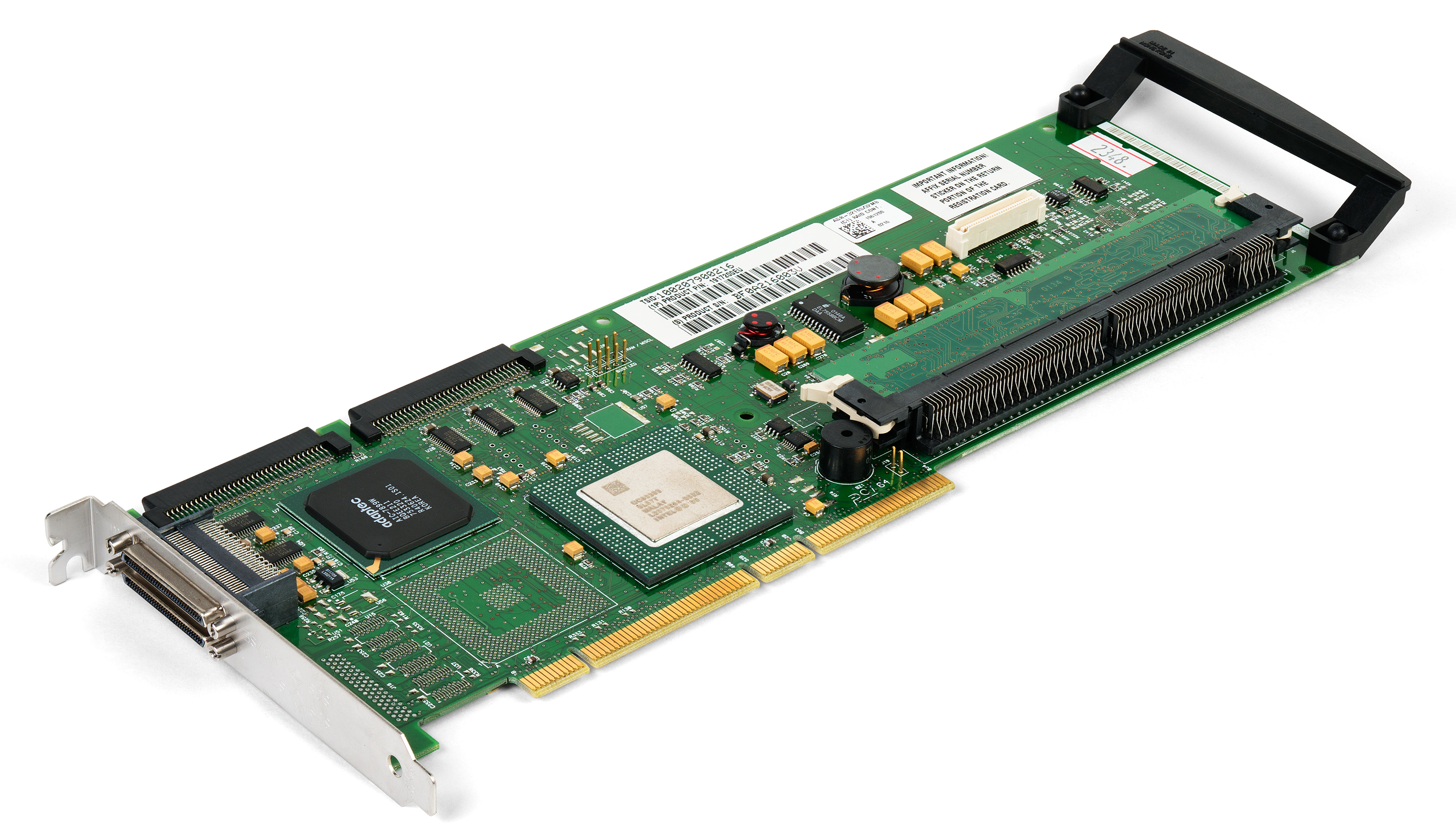
3210S Ultra160 SCSI RAID controller (PCI 64bit)
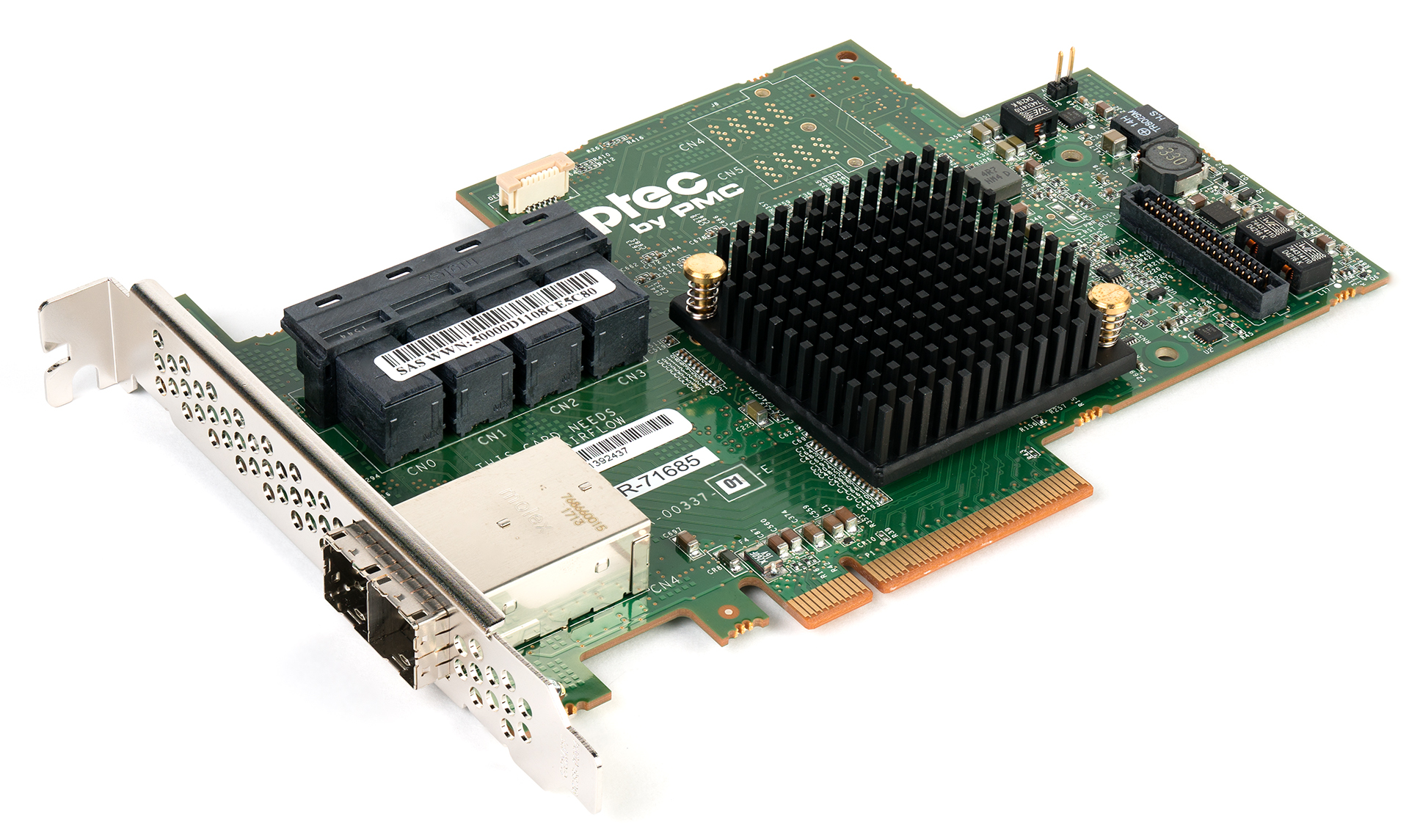
SAS RAID-controller 71685 (PCI Express 3.0 x8)